# Réserve indienne de Big Cypress
La réserve indienne de Big Cypress (« Grand Cyprès » ; en anglais Big Cypress Indian Reservation) est l'une des six réserves de la tribu séminole de Floride (en). Elle est située dans le sud-est du comté de Hendry et au nord-ouest du comté de Broward, dans le sud de la Floride, aux États-Unis. Son emplacement est sur la plaine côtière atlantique. Cette réserve se trouve au sud du lac Okeechobee et juste au nord de l'Alligator Alley. Elle est gouvernée par le Conseil tribal de la tribu séminole de Floride et est la plus grande des cinq réserves séminoles de l'État. Les installations de la réservation comprennent le musée tribal et un important complexe de divertissement et de rodéo.
La superficie de son territoire est de 212 306 km2, dont la 12e plus grande exploitation bovine du pays. Une population résidente de 591 personnes y a été déclarée lors du recensement de 2010. La réserve est également appelée Réserve indienne séminole de Big Cypress (Big Cypress Seminole Indian Reservation) ou Réserve de Big Cypress (Big Cypress Reservation). Elle est adjacente au côté nord de la plus grande section de la réserve indienne Miccosukee, dans l'ouest du comté de Broward.

## Tourisme et divertissement

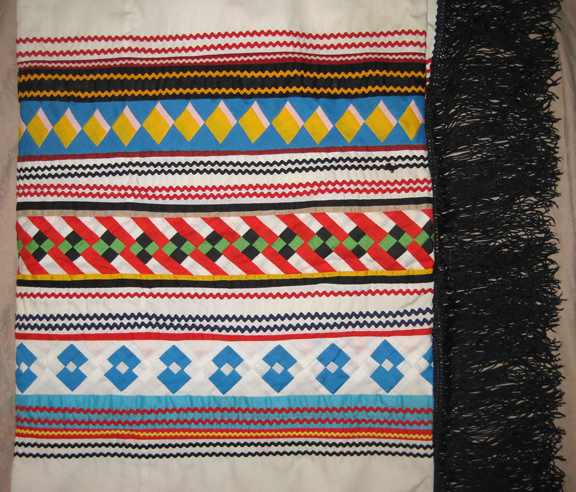
Châle patchwork séminole fabriqué par Susie Cypress de la réserve indienne de Big Cypress, vers les années 1980.

La tribu y possède deux attractions touristiques : Billie Swamp Safari et la réserve nationale de Big Cypress.
Le groupe de rock américain Phish a tenu son concert du millénaire sur la réserve du 30 décembre 1999 au 1er janvier 2000. Avec 85 000 personnes présentes, c'était le premier et le plus grand concert du millénaire à guichets fermés. Phish a interprété trois ensembles de musique le 30, un après-midi le 31 et un ensemble sans précédent « Midnight To Dawn », qui s'est déroulé de 23 h 50 jusqu'au lever du soleil le 1er janvier 2000.
Le complexe de divertissement est entouré de 350 acres (~142 hectares) pour les événements en plein air, en plus d'une arène de rodéo récemment rénovée pouvant accueillir 3 000 personnes. Les écuries ont des emplacements pour 86 chevaux.
La tribu a construit le musée indien séminole Ah-Tah-Thi-Ki, qui a ouvert ses portes en 1997. En 2005, il devint le premier musée tribal à recevoir l'accréditation de l'Association américaine des musées (AAM) et il est affilié à la Smithsonian Institution.